# حمض كيتو

حمض البيروفيك (في الأعلى - حمض ألفا)، وحمض أسيتو الأسيتيك (في الوسط - حمض بيتا)، وحمض الليفولينيك (في الأسفل - حمض غاما).

أحماض كيتونية هي مركبات عضوية تحوي على مجموعة حمض كربوكسيلي وعلى مجموعة كيتون.
توسم أحماض كيتو بالرمز ألفا α عندما تكون مجموعتي الكربونيل (في الكيتون والحمض الكربوكسيلي) متجاورتين. لألفا أحماض الكيتو أهمية كبيرة في الكيمياء الحيوية وعلم الأحياء وذلك في دورة حمض الستريك وتحلل السكر على سبيل المثال.

## اقرأ أيضاً
- حمض أميني
- حمض سكري